# Urinretention
Urinretention, urinstämma, urinblåseobstruktion, innebär svårighet att tömma urinblåsan. Det kan bero på sjukdom eller uppstå som biverkan av ett läkemedel.
Tillståndet kan vara antingen akut eller kroniskt. Akut urinretention inträffar plötsligt och varar endast under en kort tid. Patienter med akut urinretention kan inte urinera överhuvudtaget, även om deras urinblåsa är full. Akut urinretention är ett potentiellt livshotande sjukdomstillstånd som kräver omedelbar akut behandling. Tillståndet kan orsaka betydande obehag eller smärta. Tillståndet behandlas till exempel genom transuretral katetersättning.
Kronisk urinretention kan vara ett livslångt sjukdomstillstånd. Personer med kronisk urinretention kan urinera, men tömmer inte all urin ur blåsan. Personer med detta tillstånd är ofta inte medvetna om att de är drabbade förrän de utvecklar ett ytterligare problem, till exempel inkontinens eller urinvägsinfektion.